# آکادمی موسیقی گوگوش (فصل ۲)
فصل دوم آکادمی موسیقی گوگوش، دومین فصل از این مسابقه استعدادیابی و خوانندگی است که از شبکه من و تو پخش شد. فصل دوم این مجموعه نیز همانند فصل اول در شهر لندن اجرا شد از مهم‌ترین تفاوت‌های این دوره با دوره گذشته می‌توان به افزودن تعداد شرکت کننده‌ها از هشت به ده شاره نمود همچنین امسال این مسابقه در قسمت‌های اول تستی از تمامی شرکت کننده‌ها همانند برنامه امریکن آیدل به صعود کننده‌ها کارت طلایی داد و از بین آنها ده نفر انتخاب شدند.
گوگوش، هومن خلعتبری و بابک سعیدی جزء داوران این فصل بودند.

## شرکت کنندگان
- مهران: مهران ۳۵ ساله متولد منطقه ۱۸ تهران. او صاحب دو بچه است. ۱۰ ساله لندن زندگی و ۲۵ ساله کار موسیقی می‌کند. صدایی شبیه محمد نوری داره که از این تعریف بهتری برای توانایی هاش نمیشه کرد. او از نوازندگان مرحوم ناصر عبداللهی بوده است
- آوا: متولد اردیبهشت ۱۳۶۲ از شهر مشهد است. او دانشجوی دکترای رشته زیست‌شناسی سلولهای بنیادی خون در شهر پاریس است. هیچ سازی نمی‌زند و هیچ تعلیمی ندیده است. بعد از آکادمی، او با آوش (یکی دیگر از شرکت‌کنندگان) ازدواج کرد.
- ماهان: ۲۹ ساله از استکهلم است و اصلیت گیلکی دارد. گیتار می‌زند و ورزش‌های رزمی و یوگا کار می‌کند. او در سن ۱۸ سالگی در یک گروه با ۴ تا دختر می‌خوانده است و در صحنه بسیار مسلط و دیدنی است.
- امیر: امیرحسین (افجار) ۲۷ ساله. دانشجوی کامپیوتر در برایتون انگلیس. موسیقی دنس، پاپ و مدرن دوست دارد.. شعرهای ابی رو خوانده است. گیتار می‌زند.. پلک‌های افتاده با اعتماد به نفس کافی دارد. انتخاب آهنگ لیدی گاگا اشتباه بزرگش بود ولی عالی به سبک ایرانی این آهنگ رو خوند.
- شهرزاد: شهرزاد ۲۹ ساله و مقیم لندن است. دارای تحصیلات دکترای هوا و فضا و گیتار و پیانو را بلد است. وزنه‌برداری می‌کند. ۱ سال قبل از آکادمی ازدواج کرده است.
- آوش: متولد سال ۱۳۵۸ از تهران است. ۲۴ سال است که خارج از کشور زندگی می‌کند. مقیم شهر روتردام هلند است. او قبل از شرکت در آکادمی دو کلیپ داده بود که متن یکی از آنها را رها اعتمادی نوشته است. گفته می‌شود آوش و رها اعتمادی سال‌ها با هم دوست بوده‌اند.
- شیما: ۲۷ ساله از سوئد، سه سال است که آهنگ می‌خواند. یک دوره صدا در سوئد گذرانده است. زندگی سختی را گذرانده است. او دوست دارد محبوب باشد، نه معروف.
- آرمین: متولد ۱۳۶۰ از شهر شیراز است؛ و مهندسی عمران را خوانده است. در لندن مشغول به تحصیل در رشته تدوین فیلم است. پیانو، دف و گیتار می‌نوازد و تجربه ارکستر را دارد.
- فریبرز: ۲۸ ساله و در هلند زندگی می‌کند. ساز کوبه‌ای، پیانو و گیتار می‌زند. او اولین کارت طلایی گروه پسرها را گرفت.
- کاترین: ۲۷ ساله و در سوئد زندگی می‌کند. از ۱۰ سالگی به مدرسه موسیقی در استکهلم رفته و در گروه کر فعالیت داشته است. او پیانو می‌زند و نقاشی را دوست دارد. او دارای صدایی کلاسیک است. او در طول آکادمی با شیما دعوا کرده است. او اولین دختری است که از سری دوم آکادمی حذف شد.

## جدول حذفی
نام شرکت کنندگان به ترتیب حروف الفبا ذکرشده است.
| دختر | پسر | فینالیست | برنده |

| هفته:      | اول   | دوم   | سوم   | چهارم | پنجم  |       |       |       |       |       |       |       |       |       |       |       |       |       |       |       |       |       |
| شرکت کننده | نتیجه | نتیجه | نتیجه | نتیجه | نتیجه | نتیجه | نتیجه | نتیجه | نتیجه | نتیجه | نتیجه | نتیجه | نتیجه | نتیجه | نتیجه | نتیجه | نتیجه | نتیجه | نتیجه | نتیجه | نتیجه | نتیجه |
| مهران آتش  |       |       |       |       | برنده |       |       |       |       |       |       |       |       |       |       |       |       |       |       |       |       |       |
| آوا        |       |       |       |       | دوم   |       |       |       |       |       |       |       |       |       |       |       |       |       |       |       |       |       |
| ماهان      |       |       |       |       | سوم   |       |       |       |       |       |       |       |       |       |       |       |       |       |       |       |       |       |
| امیر       |       |       |       |       | چهارم |       |       |       |       |       |       |       |       |       |       |       |       |       |       |       |       |       |
| شهرزاد     |       |       |       | حذف   |       |       |       |       |       |       |       |       |       |       |       |       |       |       |       |       |       |       |
| آوش        |       |       | حذف   |       |       |       |       |       |       |       |       |       |       |       |       |       |       |       |       |       |       |       |
| شیما       |       |       | حذف   |       |       |       |       |       |       |       |       |       |       |       |       |       |       |       |       |       |       |       |
| آرمین      |       | حذف   |       |       |       |       |       |       |       |       |       |       |       |       |       |       |       |       |       |       |       |       |
| فریبرز     |       | حذف   |       |       |       |       |       |       |       |       |       |       |       |       |       |       |       |       |       |       |       |       |
| کاترین     | حذف   |       |       |       |       |       |       |       |       |       |       |       |       |       |       |       |       |       |       |       |       |       |

## نتایج

### مرحله اول ده نفر
| شماره | شرکت کننده | ترانه (خواننده اصلی)          | نتیجه     |
| ----- | ---------- | ----------------------------- | --------- |
| ۱     | ماهان      | سرمست (رعنا فرحان)            | باقی ماند |
| ۲     | آوش        | وایسا دنیا (رضا صادقی)        | باقی ماند |
| ۳     | کاترین     | ما عاشق هم بودیم (سعید شهروز) | حذف شد    |
| ۴     | شهرزاد     | ستاره (گروه سون)              | باقی ماند |
| ۵     | آوا        | علامت سؤال (شادمهر عقیلی)     | باقی ماند |
| ۶     | مهران      | همه چی آرومه (حمید طالب‌زاده)  | باقی ماند |
| ۷     | فریبرز     | سکوت (محسن یگانه)             | باقی ماند |
| ۸     | آرمین      | کوچه ملی (رضا یزدانی)         | باقی ماند |
| ۹     | شیما       | از من نگذر (۲۵ باند)          | باقی ماند |
| ۱۰    | امیر       | یه رؤیا (ناصر عبداللهی)       | باقی ماند |

### مرحله دوم نه نفر
با رای بیش از ۷۰۰۰۰۰ نفر
| شماره | نام شرکت کننده | ترانه                     | نتیجه     |
| ----- | -------------- | ------------------------- | --------- |
| ۱     | امیر           | فریاد زیر آب (داریوش)     | باقی ماند |
| ۲     | شهرزاد         | هیچکی مثل تو نبود (گوگوش) | باقی ماند |
| ۳     | آرمین          | طلایه دار (داریوش)        | حذف شد    |
| ۴     | آوش            | خونه (داریوش)             | باقی ماند |
| ۵     | آوا            | مرد من (سیمین غانم)       | باقی ماند |
| ۶     | فریبرز         | ای خدا (عارف)             | حذف شد    |
| ۷     | ماهان          | خاکستری (ابی)             | باقی ماند |
| ۸     | مهران          | سایه (ابی)                | باقی ماند |
| ۹     | شیما           | بن‌بست (داریوش)            | باقی ماند |

### مرحله سوم هفت نفر
| شماره | نام شرکت کننده | ترانه               | نتیجه     |
| ----- | -------------- | ------------------- | --------- |
| ۱     | شیما           | زندگی (مهستی)       | حذف شد    |
| ۲     | آوش            | ساقی (هایده)        | حذف شد    |
| ۳     | شهرزاد         | سکه ماه (مرجان)     | باقی ماند |
| ۴     | امیر           | سیب (سیمین غانم)    | باقی ماند |
| ۵     | آوا            | رودخونه‌ها (رامش)    | باقی ماند |
| ۶     | مهران          | شانه (پوران)        | باقی ماند |
| ۷     | ماهان          | دارم عاشق میشم(بتی) | باقی ماند |

### مرحله چهارم پنج نفر
| شماره | نام شرکت کننده | ترانه              | نتیجه     |
| ----- | -------------- | ------------------ | --------- |
| ۱     | شهرزاد         | مخلوق (گوگوش)      | حذف شد    |
| ۲     | امیر           | عشق (عارف)         | باقی ماند |
| ۳     | آوا            | پیشکش (گوگوش)      | باقی ماند |
| ۴     | مهران          | یوسف گمگشته (ستار) | باقی ماند |
| ۵     | ماهان          | گل واژه (ابی)      | باقی ماند |

### مرحله فینال چهار نفر
در این مرحله هر هنرجو با یک نفر دیگر یک ترانه دوصدایی اجرا کرد

#### اجرای دوصدایی
| شماره | نام شرکت کننده ها | ترانه                            |
| ----- | ----------------- | -------------------------------- |
| ۱     | مهران - آوا       | نگاهم کن (عارف و هایده)          |
| ۲     | امیر - ماهان      | نون و پنیر و سبزی (داریوش و ابی) |

#### اجرای اصلی
| شماره | نام شرکت کننده | ترانه                     | نتیجه    |
| ----- | -------------- | ------------------------- | -------- |
| ۱     | مهران آتش      | یه رؤیا (ناصر عبداللهی)   | برنده شد |
| ۲     | آوا            | هیچکی مثل تو نبود (گوگوش) | دوم      |
| ۳     | ماهان          | عشق (عارف)                | سوم      |
| ۴     | امیر           | علامت سؤال (شادمهر عقیلی) | چهارم    |